# Ghiacciaio Kleptuza
Il ghiacciaio Kleptuza è un ghiacciaio lungo 6 km e largo altrettanto, situato sull'isola Anvers, una delle isole dell'arcipelago Palmer, al largo della costa nord-occidentale della Terra di Graham, in Antartide. In particolare, il ghiacciaio, il cui punto più alto si trova a circa 500 m s.l.m. e che si trova a ovest del ghiacciaio Altimir e a sud-est del ghiacciaio Thamyris, fluisce verso nord, scorrendo lungo il versante settentrionale della dorsale Osterrieth, e quello orientale del monte Hector, nella dorsale Trojan, fino a entrare nella baia di Fournier, tra punta Studena, a ovest, e punta Madzharovo, a est.

## Storia
Il ghiacciaio Kleptuza è stato così battezzato dalla Commissione bulgara per i toponimi antartici in onore della sorgente carsica di Kleptuza, nella Bulgaria meridionale.